# Купфер, Карл Вильгельм
Карл Вильге́льм Купфер (нем. Karl Wilhelm von Kupffer, латыш. Kārlis Vilhelms Kupfers; 2 (14) ноября 1829, Лестен (современная Латвия) — 16 декабря 1902, Мюнхен (Германия)) — немецкий анатом, гистолог и эмбриолог.

## Биография
Родился в Курляндии, изучал медицину в Дерпте, где был учеником знаменитого Фридриха Биддера. В 1854 году стал доктором медицины. С 1856 по 1866 годы — прозектор и экстраординарный профессор в Дерптском университете. В 1866—1876 годах — ординарный профессор в Киле, в 1876—1880 — в Кёнигсберге, а с 1880 года — в Мюнхене. Купфер написал много работ по описательной и сравнительной анатомии. Особенно известны его исследования, проведённые совместно с Биддером, о строении спинного мозга и др.
В честь Купфера названы клетки Купфера — специализированные макрофаги печени, основной функцией которых является захват и переработка старых нефункциональных клеток крови.
Получил звания рыцаря Karl Wilhelm Ritter von Kupffer (1889).

## Работы
- De medulla spinalis textura in ranis ratione imprimis habita indolis substantiae cinereae, medicīnas doktora disertācija Tērbatas universitātē (1854)
- Untersuchungen über die Textur des Rückenmarks und die Entwicklung seiner Formelemente, Leipciga (1857)
- De embryogenesi apud chironomos observationes, Diss. pro venia legendi, Ķīles universitāte (1866)
- Beobachtungen über die Entwicklung der Knochenfische, Arch Mikroskop Anat 4 (1868) 209—272
- Das Verhältnis der Drüsennerven zu Drüsenzellen, Arch Mikroskop Anat 9 (1873) 387—395
- Über Differenzierung des Protoplasmas an den Zellen tierischer Gewebe, Schr. d. naturwiss. Ver. f. Schleswig-Holstein (1875) 229—242
- Über Sternzellen der Leber, Arch Mikroskop Anat 12 (1876) 353—358
- Immanuel Kants Schädel (kopā ar F. Bessel-Hagen), Kēnigsberga (1880)
- Über den Nachweis der Gallenkapillaren und spezifischen Fasern in den Leberläppchen durch Färbung, Sitzungsber. d. Ges. f. Morphol. u. Physiol. 5 (1889) 82-86
- Über Sternzellen der Leber, Anat Anz 14 (1898) (Ergänzungsh.) 80-86
- Über die sog. Sternzellen der Säugetierleber, Arch Mikroskop Anat Entwicklungsgeschichte 54 (1899) 254—288